# Francesco Giacomo Tricomi
Francesco Giacomo Tricomi (Nápoly, 1897. május 5.  –  Torino, 1978. november 21.) olasz matematikus.

## Életpálya
1918-ban, az első világháború idején a nápolyi egyetemen szerzett diplomát.
Páduában Francesco Severi segéde volt, majd Rómába került. 1925-ben Giuseppe Peano Qui felkérésére Torinóba került, ahol 1967-ig szolgálta a matematika tudományát. 1943-tól 1945-ig, majd 1948-tól 1951-ig a Pasadena Technology California Institute-nál végzett tudományos munkát, közös kézikönyvük szerkesztésénél.

## Kutatási területei
Parciális differenciálegyenletekkel, integrálegyenletekkel foglalkozott.

## Névadó
Névadója egy speciális függvénynek – Tricomi-függvény.
Róla nevezték el a parciális differenciálegyenletek egy speciális fajtáját Tricomi-egyenletnek, amely később a szuperszonikus sebességek vizsgálatánál lett nagy jelentőségű.

## Szakmai sikerek
Tagja volt a Lincei National Academy-nek, és Torinóban a Sciences Academy-nek.
A 40. Nemzeti Akadémia ülésén matematikai aranyérmet kapott.

## Írásai
- Erdélyi Artúrral, Fritz Oberhettingerrel és Wilhelm Magnussal együtt - az ún. Bateman-projekt keretében - írt könyve a transzcendentális függvényekről ma is alapműnek számít.